# Mikkel Bjerg
Mikkel Norsgaard Bjerg (* 3. listopadu 1998) je dánský profesionální silniční cyklista jezdící za UCI WorldTeam UAE Team Emirates XRG. Bjerg se stal mistrem světa v časovce do 23 let v letech 2017, 2018 a 2019. Jeho manželka, Emma Norsgaardová, je také profesionální cyklistka.

## Hlavní výsledky
2016
Národní šampionát
 vítěz časovky juniorů
Aubel–Thimister–La Gleize
 celkový vítěz
Mistrovství světa
 2. místo časovka juniorů
Tour de l'Abitibi
2. místo celkově
vítěz 7. etapy
2017
Mistrovství světa
 vítěz časovky do 23 let
Mistrovství Evropy
 2. místo časovka do 23 let
Národní šampionát
2. místo časovka do 23 let
3. místo časovka
2. místo Duo Normand (s Mathiasem Norsgaardem)
2. místo Chrono des Nations
8. místo GP Viborg
10. místo ZLM Tour
2018
Mistrovství světa
 vítěz časovky do 23 let
vítěz Dorpenomloop Rucphen
Tour de l'Avenir
vítěz 4. etapy (TTT)
Národní šampionát
2. místo časovka
2. místo Chrono des Nations
2. místo Chrono Champenois
2. místo Hafjell GP
2019
Mistrovství světa
 vítěz časovky do 23 let
8. místo silniční závod do 23 let
Le Triptyque des Monts et Châteaux
 celkový vítěz
vítěz Chrono Champenois
vítěz Hafjell GP
Mistrovství Evropy
 2. místo časovka do 23 let
Národní šampionát
2. místo časovka do 23 let
5. místo časovka
5. místo Chrono des Nations
Danmark Rundt
6. místo celkově
2021
Národní šampionát
2. místo časovka
2022
Mistrovství Evropy
4. místo časovka
2023
Critérium du Dauphiné
vítěz 4. etapy (ITT)
Národní šampionát
3. místo časovka
Mistrovství Evropy
4. místo časovka
5. místo Grand Prix de Denain
5. místo Chrono des Nations
6. místo Gent–Wevelgem
Mistrovství světa
9. místo časovka

### Výsledky na Grand Tours
| Grand Tour      | 2020 | 2021 | 2022 | 2023 | 2024 |
| --------------- | ---- | ---- | ---- | ---- | ---- |
| Giro d'Italia   | 97   | —    | —    | —    | 108  |
| Tour de France  | —    | 110  | 123  | 123  | —    |
| Vuelta a España | —    | —    | —    | —    | —    |

| —   | Nezúčastnil se |
| DNF | Nedokončil     |